# 78 هـ
78 هـ هي سنة في التقويم الهجري امتدت مقابلةً في التقويم الميلادي بين سنتي 697 و698.

## أحداث
- قيام الحجاج بن يوسف الثقفي بعزل أمية بن عبد الله بن خالد عن ولاية خرسان بعد أن استمرت قرابة الأربع سنوات.

## مواليد
- تميم بن نصر الكناني

## وفيات
- جابر بن عبد الله بن عمرو بن حرام
- العلاء بن زياد البصري
- جنادة بن أمية الأزدي